# Большое Камаево
Большо́е Кама́ево (чув. Уплер) — деревня в Мариинско-Посадском муниципальном округе Чувашской Республики России. С 2004 по 2022 год входила в состав Шоршелского сельского поселения.

## География
Деревня находится в северо-восточной части Чувашии, в пределах Чувашского плато, в зоне хвойно-широколиственных лесов, к востоку от реки Цивиль, к западу от автодороги 97Н-027, на расстоянии примерно 13 километров (по прямой) к юго-западу от города Мариинский Посад, административного центра района. Абсолютная высота — 128 метров над уровнем моря.

### Часовой пояс
Деревня Большое Камаево, как и вся Чувашия, находится в часовой зоне МСК (московское время). Смещение применяемого времени относительно UTC составляет +3:00.

## Население
| 2010 | 2012 |
| ---- | ---- |
| 259  | ↗273 |

### Половой состав
По данным Всероссийской переписи населения 2010 года в гендерной структуре населения мужчины составляли 48,3 %, женщины — соответственно 51,7 %.

### Национальный состав
Согласно результатам переписи 2002 года, в национальной структуре населения чуваши составляли 99 % из 294 чел.